# Panouri termoizolante sandwich

## Utilizare
Panourile termoizolante „sandwich” sunt concepute astfel încât să satisfacă cerințele de izolare termică și să elimine formarea condensului la construcții. În general satisfac cerințele speciale ale spațiilor unde este cerut un mediu cu temperatură controlată sau confort termic.Panourile termoizolante „sandwich” sunt utilizate la acoperirea și închiderea tuturor construcțiilor.

## Cost – eficiență
Panourile termoizolante „sandwich” reduc costul de construcție și costul total al clădirii datorită faptului că:
- oferă hidroizolație;
- oferă termoizolație;
- oferă fonoizolație;
- îmbunătățesc aspectul când sunt înglobate în elementele structurale prefabricate gata de montare.

Asigură de asemenea și:
- montaj simplu și rapid;
- întreținere minimă;
- economie considerabilă de energie;
- protecție de foc;
- echipamente electrice și mecanice mai economice (boilere, echipamente de răcire).

## Specificații
Tipul tablei / Clase de calitate
Oțel laminat galvanizat conform cu EN 1042 & EN 10147 cu grosimi de 0,45/0,50/0,60/0,75 mm.
Oțel laminat galvanizat vopsit, acoperire organică cu polyester cu grosimi 0,45/0,50/0,60/0,75 mm.
Materie primă interioară – spumă de poliuretan:
- densitate 40+/-2 kg/m3 EN ISO 845
- clasă de combustibilitate: B2 SAU B3 DIN 4102
- procentaj de cellule închise: 92-95%